# Saussay-la-Campagne
Saussay-la-Campagne település Franciaországban, Eure megyében. Lakosainak száma 532 fő (2022. január 1.). Saussay-la-Campagne Frenelles-en-Vexin, Coudray, Le Thil, Mesnil-Verclives, Farceaux, Nojeon-en-Vexin és Puchay községekkel határos.

## Népesség
A település népessége az elmúlt években az alábbi módon változott:
| Lakosok száma | 344  | 332  | 390  | 424  | 493  | 527  | 531  | 530  | 530  | 532  |
|               | 1968 | 1982 | 1990 | 2006 | 2013 | 2015 | 2017 | 2019 | 2020 | 2022 |